# Chlorproéthazine
La chlorproéthazine est un antipsychotique.